# 猫儿协奏曲
《猫儿协奏曲》（英語：The Cat Concerto）是一部1947年的美国动画，也是《猫和老鼠》系列的第29部短片，于1947年4月26日公映。 这部动画由弗雷德·昆比制片、威廉·汉纳和约瑟夫·巴伯拉执导、 斯科特·布拉德利作为音乐监制并由肯尼斯·缪斯、艾德·巴吉、伊尔文·斯宾塞作画，其额外动画由理查德·比肯巴赫参与制作（未列入演职员名单）。
《猫儿协奏曲》在公映之后得到了高度的好评，并被认为是《猫和老鼠》中最精彩的一集。它获得了1946年的奥斯卡最佳动画短片奖。在1994年发起的一项“50个最伟大的动画片”投票中，这部短片排名42。另外这部短片也在帝国杂志评选的“500部最伟大的电影”中排名434。
影片中的乐曲出自于匈牙利作曲家李斯特·费伦茨的《第2号匈牙利狂想曲》（Hungarian Rhapsody No.2），且本片中汤姆所弹的钢琴键位与本曲目的音符完全匹配。